# Auspicatio
L’auspicatio était une cérémonie de la divination augurale romaine, qui consistait à prendre les auspices, c'est-à-dire à consulter les dieux en observant des signes tels que le vol des oiseaux. Le terme auspicatio, bien que largement employé par les auteurs modernes, n'est pas attesté chez les auteurs classiques et n'apparaît que dans des glossaires.

## Histoire
L’auspicatio remonte aux origines mêmes de Rome et à la légende de la fondation de la ville par Romulus et Rémus ; c'est elle (l'histoire des vautours) qui donne à Romulus l'avantage sur Rémus.
À l'époque royale, c'est le roi, à la fois rex et augur, qui détient le droit de prendre les auspices.
Sous la République, le droit de prendre les auspices appartient aux magistrats. Mais certains prêtres pouvaient prendre les auspices dans des situations particulières, comme le pontifex maximus pour l'inauguration sacerdotale des prêtres, en particulier du rex sacrorum, ou le flamen dialis, flamine de Jupiter, à l'occasion de l’auspicatio uindemiae.
Ce rituel était précisément codifié par le droit augural, dont l'interprétation complexe relevait des augures. On consultait les dieux par la prise des auspices en de multiples occasions de la vie publique : entrée en charge d'un magistrat, tenue d'une assemblée du peuple (comices), décision de livrer bataille, fondation d'une cité, etc.
Cicéron donne dans le De diuinatione (II, 71-72) une description de la cérémonie de l’auspicatio.